# Gregor Simon (Kanute)

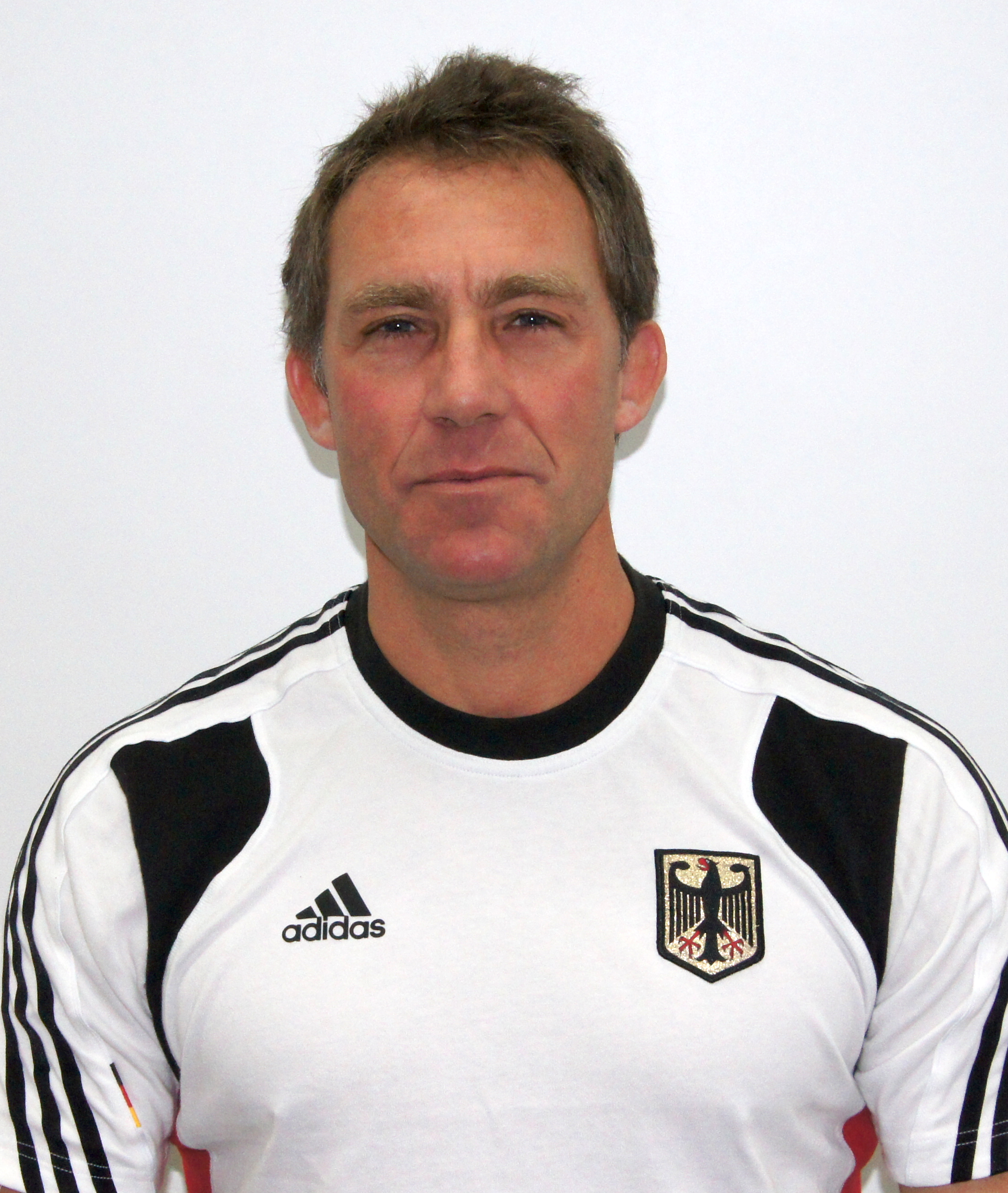
Gregor Simon (2012)

Gregor Simon (* 1963) ist ein ehemaliger deutscher Kanute im Wildwasserrennsport.

## Karriere
Simon startete ab 1977 für den WSV Blau-Weiß Bonn (BWB), bis 1997 zusammen mit Stephan Eich, 1998 mit Peter Müller, ab 1999 mit Thomas Haas im Zweier-Canadier (C2). Unter anderem gewann Simon, der von Beruf Polizeioberkommissar im Personenschutz ist, fünf Weltmeistertitel (einmal in der Einzelwertung und viermal mit der Mannschaft), einen Europameister- und 16 nationale Titel (davon achtmal den Titel Deutscher Meister). Im November 2006 beendete er seine Karriere als Leistungssportler. Er gehört jedoch weiter zum Trainer- und Betreuerstab der deutschen Nationalmannschaft.

## Erfolge
- 1986 deutscher Vizemeister mit der BWB-Mannschaft
- 1987 WM-Teilnahme
- 1989 Mannschaftsweltmeisterschaft (USA)
- 1991 in Jugoslawien Bronzemedaille (mit Stephan Eich)
- zwischen 1992 und 1995 mit Nicola Philippi dreimal deutscher Meister im Mixed-Canadier
- 1998 mit Peter Müller in Garmisch-Partenkirchen Einzelweltmeister, Vizeweltmeister mit der Mannschaft und Deutscher Meister.
- 2000 Sieg im Gesamtweltcup, daneben einige WM- und EM-Medaillen sowie deutsche Titel
- 2011 Bronzemedaille im C2-Team bei Sprintweltmeisterschaften im Wildwasserrennsport in Augsburg